# Južnokorejska rukometna reprezentacija
Južnokorejska rukometna reprezentacija predstavlja državu Južnu Koreju u športu rukometu.
Krovna organizacija:

## Nastupi naAP
- prvaci: 1983., 1987., 1989., 1991., 1993., 2000.
- doprvaci: 1995., 2006.
- treći:

## Nastupi naAzijskim igrama
- prvaci:
- doprvaci:
- treći:

## Nastupi naOI
- prvaci:
- doprvaci: 1988.
- treći:

## Nastupi naSP
- prvaci:
- doprvaci:
- treći:

## Vanjske poveznice
- Južnokorejska izabrana vrsta  Arhivirana inačica izvorne stranice od 31. ožujka 2008. (Wayback Machine)